# Louis Glismann
Louis Glismann (født 1990 i København, Danmark) er en dansk MMA-udøver, der konkurrerer i Weltervægt-klassen. Han blev dansk amatørmester i MMA i 2016.
Glismanns konkurrerer ligeledes indenfor Brasiliansk Jiu-jitsu hvor hans største meritter er EM guld i No Gi BJJ i 2014 samt sejre i Danish Open, Swedish Open, German Nationals og Spanish Nationals som brunbælte.
Glismann mødte hollandske Melvin van Suijdam ved Danish MMA Night den 9. juni 2018 i Brøndbyhallen i København.

## MMA-karriere

### Amatørkarriere
Glismann startede som 16-årig til traditionel Japansk Ju-jutsu i 2006 som han senere udskiftede med Brasiliansk Jiu-jitsu. I 2011 trænede han seks måneder i Brasilien og konkurrerede herefter internationalt med EM guld i No Gi BJJ i 2014 samt sejre i Danish Open, Swedish Open, German Nationals og Spanish Nationals.
Glismann debuterede som amatør i MMA i 2015, allerede efter at være startet samme år. Efter 5 kampe blev han Dansk MMA Amatørmester året efter i 2016.

### Professionelkarriere
Glisman fik sin professionelle MMA-debut i Wolverhampton i England den 24. september 2016, hvor han tabte en pointafgørelse mod britiske Jake Constantinou. Glismann fik sin første professionelle sejr da han året efter, den 18. november 2017 vandt over engelske Mush Aslani via submission efter 3 minutter og 55 sekunder i 1. omgang.
Hans seneste kamp var en submission-sejr mod engelske Joseph Whelan til Golden Ticket Fight Promotions: Fight Night 8 den 10. februar 2018 i Wolverhampton i England.

## Ekstern henvisning
- Artiklen har ingen egenskaber for sportsdatabaser i Wikidata